# 黃乃寬
黃乃寬（约1952年—2023年1月28日），臺灣金融界人物，曾任臺灣證券交易所副總、臺灣期貨交易所副總、與元大金控獨立董事，以在台灣泡沫經濟期間改善證券交易系統而著名。

## 生平

### 早年
黃乃寬生於新竹空軍眷村，有一胞弟黃乃宣，祖籍江西。
黃乃寬就讀新竹清華大學數學系二年級時，與陳津渡、呂欣道等一起創辦社團愛樂社，定期在校園百齡堂舉行古典音樂欣賞。黃乃寬為校方主辦第一屆為期兩週的暑期音樂營，邀鄧昌國規劃曲目與林昭亮表演。黃乃寬有參加清華大學登山社，與1971年7月25日在奇萊山身亡的社員邱瑞昌、柏盛亨、龔士武、錢迪、吳建昌為同時期。
大學畢業後，黃乃寬就至印第安那大學讀碩士。1983年，他取得南加州大學電機博士，先至花旗銀行資訊部工作。

### 職涯
在花旗銀行，黃乃寬開發可影像化處理支票的系統，以解決人工檢查支票的時間。後他到明尼蘇達大學任教，有參與戰略防禦計畫。
臺灣在1987年股市狂飆，投資人口大增，至年底開戶人數高達63萬4千人，全年股票成交總值高達新台幣2兆6,686億3,000餘萬元。交易所電腦室的多位員工具碩士級，但缺少對交易系統軟體的自行設計能力。1988年臺灣股市暴增的交易量導致原先採用軟體的容許故障電腦系統一再發生當機與故障，於次年2月下旬股市開市，便在2月22日、2月29日、4月2日、5月18日皆發生問題。甚至有股市投資者因證券交易所股市行情揭示板停機，要控告總經理趙孝風瀆職。臺灣股市是從1985年8月1日開始電腦化，那時證券交易所在臺北市仰德大樓採用天騰電腦於1970年代研發的NonStop伺服器，在1980年已屬舊型設計。交易所雖在4月已成立6人專案小組診斷問題，但毫無頭緒，且還有人事不合的傳聞。這時，趙孝風得知在黃乃寬的專長是錯誤檢測與糾正，為解決亂象，便力邀其回臺灣處理。
黃乃寬於1989年夏入臺灣證券交易所服務，為該所首位博士級員工。起初，黃乃寬任交易所電腦室副主任時，負責將漲跌幅限制從5%到7%的新軟體上線。1990年，為杜絕證券市場不法交易行為，證券交易所實施與證券公司連線，使券商與交易所間的交割採用電腦劃撥進行。為解決交易系統塞車情況，10月9日到11月2日，電腦室派員赴矽谷天騰電腦總公司，以規劃第二代交易系統。因黃乃寬的貢獻，證券業成為全臺灣首個採用分封網路的行業，讓證券公司紛紛數位化，成功讓臺灣股市一度每日交易量高居全球頂峰。這段期間，黃乃寬也在母校兼任電機系副教授，教導安全通訊課程。
黃乃寬的表現受到證券交易所董事長陳沖拔擢。1999年2月9日，證交所董事監察人聯席會議，通過黃乃寬調升為市場監視部經理。黃乃寬在交易所的負責範圍也逐步擴大，函括券商輔導、商品設計、市場監視、經濟研究、和國際事務等。2003年3月26日，黃乃寬升任稽核室協理。同年，黃乃寬獲選為東亞證交所聯合會下屆主席。
2010年1月15日，黃乃寬接替葉紹威擔任臺灣期貨交易所副總。在任期間，黃乃寬亦改善了期貨交易系統，將主系統故障時切換至同地備援系統轉換時間由約半小時縮短為千分之一秒以下，將處理容量提升八倍、處理速度提升十二倍，反應時間縮至萬分之八秒。2013年8月9日，黃乃寬因改善交易系統，獲得第12屆中華民國證券暨期貨金彝獎。之後，黃乃寬主導緊急建立證券期貨市場資安通報平台，建置全天網站監控服務。同年11月29日，證交所董事會通過黃乃寬回證交所擔任副總。

### 退休
2017年7月16日，黃乃寬以副總身分從證交所退休。退休後，他曾任元大證券獨立董事、元大期貨獨立董事與薪酬委員會召集人、天芯科技董事、虹堡科技獨立董事、安得數治公司董事等。另外，他寫《精準與放任之間》一書由雅歌出版社出版。

### 逝世
2023年1月27日晚，七十一歲的黃乃寬至汐止區住所停車場停車時，在機械停車格尚未完全升起時便先入車內開倒車，造成紅外線感應錯誤，車位無法升至定位，而遭夾在車門及停車柱間。他被送往汐止國泰醫院急救，依然於次日28日11時不治。29日，士林地檢署派出檢察官相驗後，認定為腹部受創引起多重器官損傷死亡。2月16日於第二殯儀館的追思禮拜，由《台灣醒報》社長林意玲擔任治喪總幹事、史弘揚牧師主禮。

## 家庭
在工作之餘，黃乃寬喜歡藝術欣賞，還會撰寫藝文相關文章，後因投稿官方刊物《表演藝術》被退稿而找主編理論，進而與主編戀愛結婚。1995年12月9日，黃乃寬與楊純青在教堂結婚。喜帖還言明來賓不必送禮，若送紅包會把款項轉到宇宙光傳播中心。妻子小他十七歲，兩人育有女兒。
黃乃寬還會去教會擔任唱詩班男高音，定期於改革宗長老會聯合二村教會聚會，也在證券交易所成立基督教團契。
1998年9月26日，時任元大建設董事長、元大證券副總經理的黃乃宣在臺北市民生東路五段住處遭槍擊身亡，享年四十四歲。黃乃宣有侵占罪、偽造文書罪、誣告罪等前科，與四海幫也有往來。对于胞弟的下場，黃乃寬在數年後說對兇手已無憎恨。